# Championnats d'Asie de cyclisme 2013
Navigation
Championnats d'Asie 2012 Championnats d'Asie 2014
Les Championnats d'Asie de cyclisme 2013 se sont déroulés du 7 au 17 mars 2013 à New Delhi en Inde.

## Résultats des championnats sur route

### Épreuves masculines
| Hommes - Élites  |                      |                     |                            |
| Course en ligne  | Muradian Khalmuratov | Arvin Moazemi       | Andrey Mizourov            |
| Contre-la-montre | Muradian Khalmuratov | Andrey Mizourov     | Eugen Wacker               |
| Hommes - Espoirs |                      |                     |                            |
| Course en ligne  | Ali Khademi          | Nurbolat Kulimbetov | Vladislav Gorbunov         |
| Contre-la-montre | Daniil Fominykh      | Duc Tam Trinh       | Im Jae-yeon                |
| Hommes - Juniors |                      |                     |                            |
| Course en ligne  | Yerlan Pernebekov    | Dmitriy Rive        | Saya Kuroeda               |
| Contre-la-montre | Dmitriy Rive         | Masaki Yamamoto     | Mehdi Ebadallahirafsanjani |

### Épreuves féminines
| Femmes - Élites  |                          |                     |                    |
| Course en ligne  | Mei Yu Hsiao             | Xiaohui Liu         | Na Zhao            |
| Contre-la-montre | Enkhjargal Tuvshinjargal | Minami Uwano        | Wan Yiu Jamie Wong |
| Femmes - Juniors |                          |                     |                    |
| Course en ligne  | Yao Pang                 | Kiyoka Sakaguchi    | Razan Soboh        |
| Contre-la-montre | Yao Pang                 | Yekaterina Yuraitis | Razan Soboh        |

## Résultats des championnats sur piste

### Épreuves masculines
| Épreuves               | Or                                                                  | Argent                                                          | Bronze                                                            |
| ---------------------- | ------------------------------------------------------------------- | --------------------------------------------------------------- | ----------------------------------------------------------------- |
| Kilomètre              | Jun Won-gu                                                          | Kenta Inake                                                     | Hsiao Shih Hsin                                                   |
| Keirin                 | Josiah Ng                                                           | Mahmoud Parash                                                  | Jun Won-gu                                                        |
| Vitesse individuelle   | Josiah Ng                                                           | Hassan Ali Varposhti                                            | Choi Lae-seon                                                     |
| Vitesse par équipes    | Chine Hu Ke Tang Qi Xu Chao                                         | Malaisie Arfy Qhairant Amran Mohd Edrus Yunus Farhan Amri Zaid  | Japon Kenta Inake Takashi Sakamoto Makuru Wada                    |
| Poursuite individuelle | Jang Sun-jae                                                        | Dias Omirzakov                                                  | Alireza Haghi                                                     |
| Poursuite par équipes  | Corée du Sud Jang Sun-jae Park Keon-woo Park Seon-ho Park Sung-baek | Japon Eiya Hashimoto Shogo Ichimaru Kazuki Ito Kazushige Kuboki | Hong Kong Cheung King Lok Choi Ki Ho Kwok Ho Ting Leung Chun Wing |
| Course aux points      | Cho Ho-sung                                                         | Choi Ki Ho                                                      | Mohammad Rajablou                                                 |
| Scratch                | Cho Ho-sung                                                         | Hossein Nateghi                                                 | Liu Ching Feng                                                    |
| Américaine             | Hong Kong Choi Ki Ho Kwok Ho Ting                                   | Corée du Sud Choi Seung-woo Jang Sun-jae                        | Iran Alireza Haghi Mohammad Rajablou                              |
| Omnium                 | Artyom Zakharov                                                     | Shan Shuang                                                     | Kazushige Kuboki                                                  |

### Épreuves féminines
| Épreuves               | Or                                                          | Argent                                                       | Bronze                                       |
| ---------------------- | ----------------------------------------------------------- | ------------------------------------------------------------ | -------------------------------------------- |
| 500 mètres             | Lee Wai Sze                                                 | Shi Jingjing                                                 | Fatehah Mustapa                              |
| Keirin                 | Lee Wai Sze                                                 | Fatehah Mustapa                                              | Li Xuemei                                    |
| Vitesse individuelle   | Fatehah Mustapa                                             | Shi Jingjing                                                 | Li Xuemei                                    |
| Vitesse par équipes    | Chine Li Xuemei Shi Jingjing                                | Japon Kanako Kase Ryoko Nakagawa                             | Corée du Sud Hong Hyeon-Ji Lee Hye-Jin       |
| Poursuite individuelle | Kim Yu-Ri                                                   | Sakura Tsukagoshi                                            | Li Jiujin                                    |
| Poursuite par équipes  | Corée du Sud Kim Eun-Hee Kim Yu-Ri Lee Min-Hye Son Hee-Jung | Japon Kanako Kase Yoko Kojima Sakura Tsukagoshi Minami Uwano | Chine Gong Xingyu Li Jiujin Sha Hui Zhang Li |
| Course aux points      | Jamie Wong                                                  | Minami Uwano                                                 | Jupha Somnet                                 |
| Scratch                | Kim Eun-Hee                                                 | Tseng Hsiao-chia                                             | Gong Xingyu                                  |
| Omnium                 | Hsiao Mei-yu                                                | Lee Min-Hye                                                  | Minami Uwano                                 |

## Tableau des médailles
| Rang  | Nation         | Or | Argent | Bronze | Total |
| ----- | -------------- | -- | ------ | ------ | ----- |
| 1     | Corée du Sud   | 8  | 2      | 3      | 13    |
| 2     | Hong Kong      | 4  | 1      | 2      | 7     |
| 3     | Malaisie       | 3  | 2      | 2      | 7     |
| 4     | Chine          | 2  | 4      | 6      | 12    |
| 5     | Taipei chinois | 2  | 1      | 2      | 5     |
| 6     | Ouzbékistan    | 2  | 0      | 0      | 2     |
| 7     | Kazakhstan     | 1  | 2      | 1      | 4     |
| 8     | Mongolie       | 1  | 0      | 0      | 1     |
| 9     | Japon          | 0  | 7      | 3      | 10    |
| 10    | Iran           | 0  | 4      | 3      | 7     |
| 11    | Kirghizistan   | 0  | 0      | 1      | 1     |
| Total | Total          | 23 | 23     | 23     | 69    |